# Tiếng Lur
Tiếng Lur là một ngôn ngữ Iran được nói bởi người Lur tại khu vực Tây Á. Tiếng Lur được tạo nên từ năm nhóm phương ngữ gồm Feyli, Trung (Minjaee), Bakhtiari, Laki và Nam.

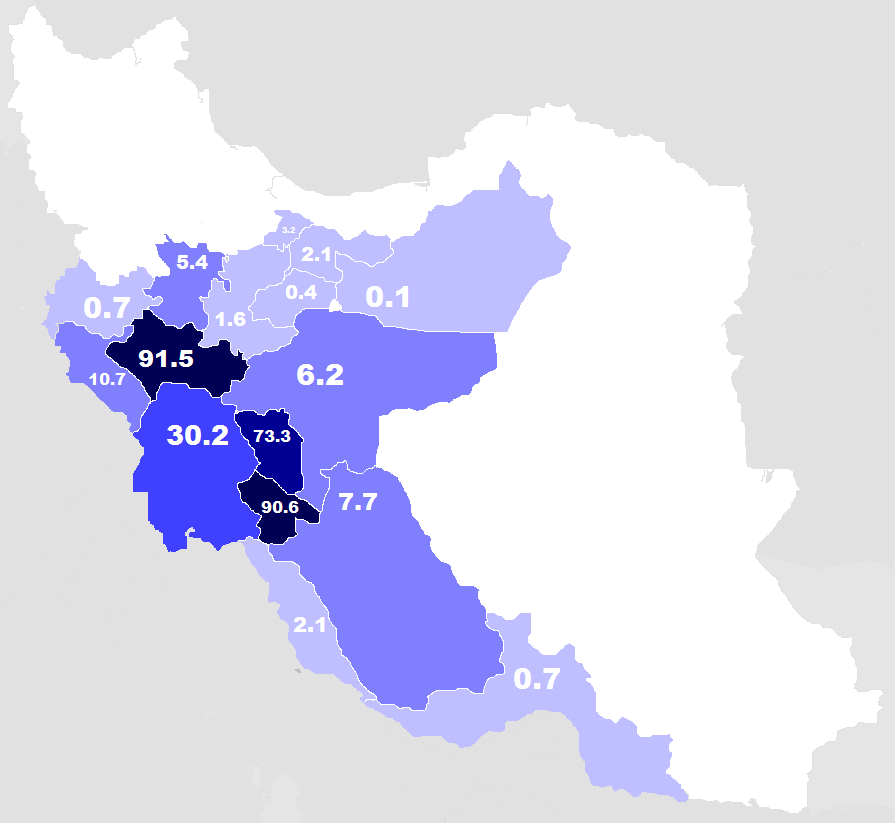
Bản đồ các tỉnh có người Lur sinh sống tại Iran, theo một khảo sát năm 2010